# Karl Richter (Fußballspieler)
Karl Richter (* 27. März 1958) ist ein ehemaliger deutscher Fußballspieler, der von 1980 bis 1989 in der 2. Fußball-Bundesliga 269 Spiele mit 24 Toren absolviert hat.

## Laufbahn

### Rot-Weiss Essen, 1980 bis 1984
Der vom FC St. Georgen über den FC 08 Villingen aus der Region Schwarzwald-Baar-Heuberg im Jahre 1980 zu Rot-Weiss Essen gekommene Abwehrspieler Karl Richter hatte sich durch seine sechs Einsätze in der Amateurnationalmannschaft im Jahre 1979 für die 2. Liga empfohlen. Trainer Rolf Schafstall setzte den zweikampfstarken Defensivspieler in der Runde 1980/81 in 31 Spielen ein. RWE belegte trotz des Torschützenkönigs Frank Mill und des in die Jahre gekommenen Willi Lippens lediglich den achten Tabellenplatz, war damit aber für die eingleisige 2. Liga ab der Runde 1981/82 qualifiziert. Im DFB-Pokal 1982 war Richter bei dem 4:1-Erfolg gegen Bayer 04 Leverkusen wie auch im Viertelfinale bei der 0:4-Niederlage gegen Borussia Mönchengladbach im Einsatz. In den nächsten drei Runden ging es an der Hafenstraße sportlich zurück, nach der Saison 1983/84 stand sogar der Abstieg für die Bergeborbecker fest. Der Mann aus dem Schwarzwald hatte in 36 Einsätzen unter den drei Trainern Rolf Bock, János Bédl und Siegfried Melzig erfolglos dagegen angekämpft. Insgesamt bestritt Richter von 1980 bis 1984 für Rot-Weiss Essen in der 2. Fußball-Bundesliga 136 Spiele mit 14 Toren. Nach dem Abstieg nahm er das Angebot von SC Fortuna Köln an und wechselte in die Domstadt.

### SC Fortuna Köln, 1984 bis 1987
In der Kölner Südstadt erlebte Karl Richter drei unterschiedliche Runden. Gehörte 1984/85 die Mannschaft von Trainer Johannes Linßen mit Rang 11 dem Mittelfeld der mit 20 Vereinen bestückten Liga an, rückte Fortuna 1986 bis auf den 3. Rang vor und 1987 war es der Kampf um den Klassenerhalt der die Runde kennzeichnete. Der Verteidiger und Libero bestritt von 1984 bis 1987 für das Team von Jean Löring 90 Spiele und erzielte sechs Tore. Sportlicher Höhepunkt war die Runde 1985/86, wo Fortuna Köln mit der Stammformation in der Abwehr mit Torhüter Jacek Jarecki, Libero Richter und den Verteidigern Jürgen Niggemann und Günter Hutwelker mit einem Punkt Rückstand den direkten Aufstieg in die Fußball-Bundesliga verpasste. Hinter dem FC Homburg und Blau-Weiß 90 Berlin belegte die Mannschaft um Torjäger Bernd Grabosch den 3. Rang. Karl Richter bestritt 36 Spiele in dieser Runde. Im Mai 1986 fanden Relegationsspiele zwischen dem Drittletzten der 1. Bundesliga gegen den Dritten der 2. Liga statt. Am 13. Mai besiegte Fortuna Köln vor 44.000 Zuschauern Borussia Dortmund mit 2:0 Toren. Richter gelang in der 75. Minute der Treffer zum 2:0-Endstand. Gegen Jürgen Wegmann, Wolfgang Schüler, Marcel Răducanu und Daniel Simmes auf Dortmunder Seite ohne Gegentore davongekommen zu sein, das zeichnete die Leistung der von Libero Richter organisierten Fortuna-Abwehr aus. Vier Tage später erzielte „Kobra“ Wegmann in der 90. Spielminute den 3:1-Siegtreffer für den BVB und zwang damit die Mannschaft von Libero Richter in ein Entscheidungsspiel. Karl Richter konnte das Entscheidungsspiel am 30. Mai 1986 in Düsseldorf auf der Seite von Fortuna Köln verletzungsbedingt nicht bestreiten und die Borussen setzten sich gegen einen in der zweiten Halbzeit aufgebenden Gegner mit 8:0 Toren durch.

### Kickers Offenbach, 1987 bis 1990
Im Sommer 1987 wechselte Karl Richter zu Kickers Offenbach und bestritt für die Mannschaft vom Bieberer Berg in zwei Runden 43 Spiele mit vier Toren in der 2. Fußball-Bundesliga. Obwohl nach der Runde 1988/89 mit dem Erreichen des 15. Platzes sportlich die Klassenzugehörigkeit geschafft war – Richter waren verletzungsbedingt nur 18 Einsätze möglich gewesen –, stieg der OFC durch Lizenzentzug aus wirtschaftlichen Gründen ab. In der AOL-Saison in Hessen 1989/90 ragen die DFB-Pokalspiele gegen Bayer Uerdingen, TSG Pfeddersheim, Borussia Mönchengladbach, MSV Duisburg und im Halbfinale gegen den 1. FC Kaiserslautern heraus.
Zur Runde 1990/91 wechselte der 32-jährige Karl Richter zum FC 08 Villingen und beendete damit seine Aktivität in der 2. Fußball-Bundesliga.

### Fußballamateurnationalmannschaft, 1979
In der Saison 1978/79 debütierte der gerade 21 Jahre gewordene Abwehrspieler des FC 08 Villingen in der Amateurnationalmannschaft des DFB beim Länderspiel am 30. März 1979 im heimischen Schwenningen gegen Italien. Vom 13. September bis zum 14. November 1979 trug er noch weitere fünf Länderspiele mit den DFB-Amateuren aus. Darunter auch die vier Olympia-Qualifikationsspiele gegen Finnland und Norwegen, wobei er auch im letzten Spiel der Amateurnationalmannschaft am 14. November in Baunatal aktiv war.